# Алемпиевич, Предраг
Предраг Алемпиевич (серб. Предраг Алемпијевић; 23 декабря 1970) — югославский футболист.

## Биография
С 1995 по 1999 годы играл в клубе «Младост» Лучани, далее играл в «Яворе» Иваница. 7 июля 2000 года вместе с другими югославскими игроками, среди которых были Ненад Чиркович, Драшко Милекич, Срдан Савичевич и Горан Сретенович был заявлен за российский «Уралан» на правах аренды до конца сезона. Однако уже через несколько дней на предматчевой тренировке против московского Спартака в Новогорске получил мини-травму голеностопа. Дебютировал за клуб 23 июля в матче 18-го тура чемпионата России на выезде против волгоградского «Ротора», выйдя в стартовом составе и удостоившись на 85-й минуте матча жёлтой карточки. В том сезоне провёл 5 матчей, забитыми мячами не отметился. «Уралан» вылетел в Первый дивизион, а Алемпиевич покинул клуб. Дальнейшая судьба игрока неизвестна.